# بوربون لارتشمبولت
بوربون لارتشمبولت، هي مدينة ينابيع مائية علاجية وبلدة في بلدية ألير الواقعة في منطقة اوفرجينى رون في جبال الالب في وسط فرنسا. وتعتبر المكان الأصلى لبيت بوربون.

## شخصيات
في عام 1681، توفيت هناك في سن السادسة لويس ماري دى بوربون أو الآنسة دي تور وهي الابنة الثالثة للملك لويس الرابع عشر من عشيقته فرنسواز أثيناز ماركيز دي مونتيسبان.
بعد مرور مدة تجاوت الثلاثة عقود، وفي 26 مايو 1707 ، ماتت السيدة دي مونتيسبان أيضًا في بوربون لأرشامبولت.
أعتبرت المدينة بمثابة المكان المفضل لقضاء العطلات بالنسبة لتشارلز موريس دي تاليراند بيريجورد .
في عام 1915 ولد في هذا المكان عالم الرياضيات أندريه ليشنيروفيتش (المتوفي عام 1998).

## روابط خارجية
- موقع مكتب السياحة (بالفرنسية)
- موقع غير رسمي (بالفرنسية)
- فن الرومانيسك في بوربون لأرشامبولت
- معلومات عن المنتجع الصحي (بالفرنسية)
- التخصص الوطني لنادي مؤشر Bourbonnais في Bourbon-l'Archambault (باللغتين الإنجليزية والفرنسية)